# Der Emes
Der Emes (ídix: דער עמעס. La veritat, nom traduït del rus Правда, Pravda) era un diari de la Unió Soviètica en ídix. Va sorgir com a prolongació d'un diari anterior, Di Varhayt. El seu primer número data del 7 d'agost de 1918 a la ciutat de Moscou, publicat pel Comitè Central. Del 7 de gener 1921 fins a octubre de 1937 el seu editor en cap va ser M. Litvakov, que més endavant seria arrestat, i una "junta editorial" anònima el passaria a dirigir. Del 1921 fins a 1930 seria l'òrgan oficial de la Yevsktsiya, o "secció hebrea" del Comitè Central del Partit Comunista de la Unió Soviètica, i la publicació jueva més popular de la seva època al país. El gener de 1939 es va iniciar una campanya contra la cultura ídix a tot l'Estat i el diari tancaria per sempre. En darrer lloc, essent un diari oficial, promovia la cultura proletària oficial en ídix, fent propaganda de la Província Autònoma dels Hebreus o tractant temes sobre teatres en aquesta llengua, alhora que s'expressaven punts de vista radicalment diferents a altres grups ideològics (la socialdemocràcia del Bund o el sionisme), que oferien solucions particulars a l'anomenada "qüestió jueva". La seva retòrica era explícitament antisionista i antireligiosa.

## Col·laboradors
Entre els redactors que la componien, hi trobem Dovid Bergelson, Itsik Fefer, Xmuel Halkin, David Hofshtein, Leib Kvitko, Arn Kuixnirov, Nokhem Oislender, Iekhezkl Dobruixin i Pérets Màrkix. Després de la tardor 1937 la publicació va patir una important davallada arran de l'arrest de Litvakov.

## El diari i les notícies sobre l'Holocaust
Der Emes era portaveu de la propaganda soviètica alhora que portava un missatge d'interès als jueus de tot el món, com alertes sobre instàncies d'antisemitisme. A partir de 1933 s'hi va denunciar el racisme de l'Alemanya de Hitler, i més endavant, durant la Segona Guerra Mundial, Der Emes va publicar fragments de l'anomenat Llibre Negre, compilat per importants autors com Ilià Erenburg o Vassili Grossman sobre els fets genocides que estaven tenint lloc en territori soviètic i a la Polònia ocupada.